# Гай (річка)
Гай — річка в Україні, у Тернопільському районі Тернопільської області, права притока Золотої Липи (басейн Дністра).

## Опис
Довжина річки приблизно 7 км. Висота витоку над рівнем моря — 347 м, висота гирла — 272 м, падіння річки — 75 м, похил річки — 10,72 м/км. Формується з декількох безіменних струмків та 3 водойм.

## Розташування
Бере початок у селі Лапшин біля вершини Висока Гура. Тече переважно на південний схід і в селі Гайку впадає в річку Золоту Липу, ліву притоку Дністра.
Річку перетинає автомобільна дорога Т 2007.